# Valverde (Madrid)
|  | Aquest article tracta sobre el barri de la vila de Madrid. Si cerqueu el municipi de la província de Madrid, vegeu «Valverde de Alcalá». |

Valverde és un barri de Madrid integrat en el districte de Fuencarral-El Pardo. Té una superfície de 897,73 hectàrees i una població de 48.556 habitants (2009). Limita al nord amb El Goloso i Alcobendas, al sud amb Castilla (Chamartín), a l'oest amb Mirasierra i la Paz i a l'est amb Valdefuentes (Hortaleza). Està delimitat al nord amb les carreteres de Colmenar Viejo i de Fuencarral a Alcobendas, al sud per la Carretera de Colmenar Viejo i a l'est per l'Avinguda de Burgos i la Puerta de Platerías. Dins de Valverde hi ha algunes barriades: la barriada de Fuencarral, el barri de Santa Ana, el polígon Cardenal Herrera Oria, la colònia Virgen de Begoña, el barri de Tres Olivos, el barri de Las Tablas i el polígon empresarial de Fuencarral amb el Distrito C. Al barri hi ha dues estacions de rodalia de Madrid: Ramón y Cajal i Fuencarral. Pel que fa al Metro, hi ha cinc estacions de la línia : Begoña, Fuencarral, Tres Olivos, Las Tablas i Ronda de la Comunicación.